# توماس وارد (رياضياتي)
توماس وارد (بالإنجليزية: Thomas Ward)‏ هو رياضياتي بريطاني، ولد في 3 أكتوبر 1963.